# 僧位
僧位（そうい）とは日本において僧侶に対し与えられた位階のことである。

## 概要
以前から僧位らしいものはあったが760年（天平宝字4年）大法師位のもとに伝法位と修行位がおかれ伝灯位と修行位とにそれぞれ法師位、満位、住位、入位の4種の位階が置かれた。864年（貞観6年）には僧綱に対応する僧位として僧正に法印大和尚位（略して法印ともいう）、僧都に法眼和上位（略して法眼ともいう）、律師に法橋上人位（略して法橋ともいう）が与えられた。
平安時代後期以降は定朝が叙されたのを皮切りに、仏師や絵仏師、連歌師などにも与えられるようになった。近世になると絵師が任命される例が増え、武士の入道、儒者、医師などにも及んだ。
絵師の中では、御用絵師だけでなく民間絵師も叙任されたが、その手続きは面倒であった。門跡寺院を窓口としてしかるべき旗本などの名義を借り師匠などに保証人を頼んだ上で町奉行に願書を提出し許可を得た後、寺院に再度申請を差し出し評定にかけられ武家伝奏を介して叙任の宣旨が下された。

## 僧位一覧

### 僧綱の僧位相当表
| 僧位                                       | 僧官                                  |
| ------------------------------------------ | ------------------------------------- |
| ほういん だいかしょう い 法印大和尚位      | だいそうじょう 大僧正                 |
| ほういん だいかしょう い 法印大和尚位      | そうじょう 僧正                       |
| ほういん だいかしょう い 法印大和尚位      | ごんの そうじょう 権僧正              |
| ほうげん かじょう い 法眼和尚位 法眼和上位 | だいそうづ 大僧都                     |
| ほうげん かじょう い 法眼和尚位 法眼和上位 | ごんの だいそうづ 権大僧都            |
| ほうげん かじょう い 法眼和尚位 法眼和上位 | しょうそうづ 少僧都                   |
| ほうげん かじょう い 法眼和尚位 法眼和上位 | ごんの しょうそうづ 権少僧都          |
| ほっきょう しょうにん い 法橋上人位        | だいりっし 大律師                     |
| ほっきょう しょうにん い 法橋上人位        | りっし（ちゅうりっし） 律師（中律師） |
| ほっきょう しょうにん い 法橋上人位        | ごんの りっし 権律師                  |

### 凡僧の僧位
| 伝燈位                                                   | 修行位                                 |
| -------------------------------------------------------- | -------------------------------------- |
| だいほっしい 大法師位 でんとう だいほっしい 伝燈大法師位 | しゅうぎょう だいほっしい 修行大法師位 |
| でんとう ほっしい 伝燈法師位                             | しゅうぎょう ほっしい 修行法師位       |
| でんとう まんい 伝燈満位                                 | しゅうぎょう まんい 修行満位           |
| でんとう じゅうい 伝燈住位                               | しゅうぎょう じゅうい 修行住位         |
| でんとう にゅうい 伝燈入位                               | しゅうぎょう にゅうい 修行入位         |
| むい 無位                                                | むい 無位                              |